# First Direct Arena
De First Direct Arena (ook bekend als de Leeds Arena ) is een op entertainment gerichte arena met een capaciteit van 13.781 mensen in het Arena Quarter van Leeds. Het is de eerste arena in het Verenigd Koninkrijk met een waaiervormige oriëntatie. 
De arena opende officieel zijn deuren op 4 september 2013 met een concert van Elton John met ongeveer 12.000 toeschouwers. Voordien was er wel al een concert van Bruce Springsteen in de zomer van 2013.
Het gebouw is genomineerd voor de belangrijkste Engelse referentiepunten en won in 2014 de prijs voor beste nieuwe locatie ter wereld.

## Geschiedenis

### Plannen
De locatie van de arena, aan Claypit Lane, bevindt zich in het noordelijke deel van het stadscentrum van Leeds, achter het Merrion Centre. De sloop van het voormalige Leeds Metropolitan-gebouw werd voltooid in 2009.  
De arena is gebouwd in een vorm van een supertheaterventilator in tegenstelling tot de meer conventionele stoelindeling met kom of hoefijzer die in de meeste arena's in het Verenigd Koninkrijk wordt gebruikt. De arena beloofde 'perfecte zichtlijnen' vanaf elke zitplaats en de langste afstand van het podium is 68 meter in tegenstelling tot 95-110 meter in een traditioneel ontworpen Arena. Volgens de gemeenteraad kunnen stoelen met een vlakke vloer en 15 rijen uitschuifbare stoelen worden verwijderd om een enorm vloeroppervlak te creëren met duizenden staanplaatsen.
Het interieurontwerp is flexibel en de First Direct Arena biedt plaats aan een grote schaal aan evenementen, waaronder: 
- Muziekconcerten
- Komedie-evenementen
- Familieshows, zoals 'Walking with Dinosaurs'
- Familie dansshows
- Basketbal
- Tennis
- Boksen / Worstelen / UFC
- Shows variërend van 1500 capaciteit tot 13.781 capaciteit[1][2]

## Evenementen
Het eerste evenement in de arena was een concert van Bruce Springsteen op 24 juli 2013, hoewel de arena officieel werd geopend in september 2013.

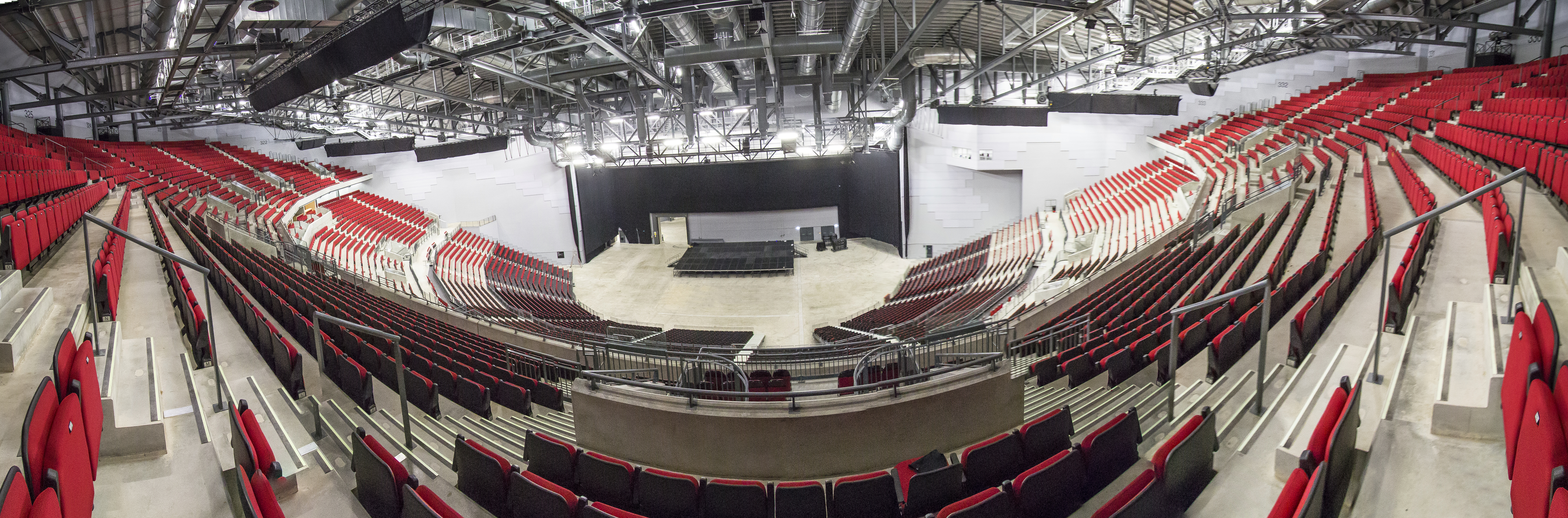
Interieur van de arena